# Institute for Medical Engineering and Science
L'Institute for Medical Engineering and Science ou IMES est un institut de recherche du Massachusetts Institute of Technology qui vise à combiner l'ingénierie, la médecine et la science pour résoudre les défis de la santé humaine.

## Historique
L'institut est créé en 2012.  
IMES est le siège du MIT pour le programme Harvard-MIT en sciences et technologies de la santé (en anglais Harvard–MIT Division of Health Sciences and Technology).